# Вилхелмсдорф (Зале)
Вилхелмсдорф (њем. Wilhelmsdorf) општина је у њемачкој савезној држави Тирингија. Једно је од 76 општинских средишта округа Зале-Орла. Према процјени из 2010. у општини је живјело 223 становника. Посједује регионалну шифру (AGS) 16075125.

## Географски и демографски подаци
Вилхелмсдорф се налази у савезној држави Тирингија у округу Зале-Орла. Општина се налази на надморској висини од 427 метара. Површина општине износи 9,3 km². У самом мјесту је, према процјени из 2010. године, живјело 223 становника. Просјечна густина становништва износи 24 становника/km².